# サザンフィドラー
サザンフィドラー（学名：Trygonorrhina dumerilii）は、ノコギリエイ目トリゴノリナ属のエイの一種。平行な三本の線模様をもつ近縁種のイースタンフィドラーとは違い、背面には三角形の模様を持つ。

## 分布・生息地
タスマニア州、ニューサウスウェールズ州などのオーストラリア南部に分布する。浅瀬の干潟や藻場、大陸棚の砂地や岩場に生息する。

## 形態
全長は1.5 ｍ程。体盤は楕円形から菱形で、吻は短く幅広い。体の正中線に沿って小さな棘が並ぶ。尾は長く、背鰭が二基ある。尾鰭は上葉の大きい異尾。歯は小さく、多数。
体色は背面が黄色から茶色で、縁の黒い灰色の帯が眼から放射状に広がり、帯は背中の中央の両側にあり、三角形を形作る。腹面は白色。全体が青みを帯びた黒色で、白いまだら模様が入る変異個体もいる。

## 生態
カニやエビなどの甲殻類、小魚、軟体動物、多毛類などを捕食する。強力な顎により硬い殻であっても砕く。幼生は主に端脚類、等脚類、アミなどの小さな甲殻類を食べる。雌は約90cmで、雄は約70cmで性成熟する。無胎盤性の胎生であり妊娠期間は12ヶ月、4-5月に2-5匹の仔を出産する。

## 人との関わり
トロール漁、地引き網、釣りで捕獲される。漁獲量は比較的少なく、放流後の生存率は高い。